# Abu Komeh
Abu Komeh (Freetown, 21 de mayo de 2001) es un futbolista sierraleonés que juega en la demarcación de delantero para el Bo Rangers de la Liga Premier de Sierra Leona.

## Selección nacional
El 22 de marzo de 2023 hizo su debut con la selección de fútbol de Sierra Leona en un encuentro de clasificación para la Copa Africana de Naciones de 2023 contra Santo Tomé y Príncipe que finalizó con un resultado de empate a dos tras los goles de Mustapha Bundu y el propio Abu Komeh para Sierra Leona, y un doblete de Luís Leal para Santo Tomé y Príncipe.

## Clubes
| Club       | País         | Año       | Partidos | Goles |
| ---------- | ------------ | --------- | -------- | ----- |
| Kallon FC  | Sierra Leona | 2020-2021 |          |       |
| Bo Rangers | Sierra Leona | 2021-     |          |       |